# Chelmon
Los "peces mariposa" del género Chelmon son peces marinos de la familia caetodóntidos, distribuidos por el sudeste del océano Pacífico y este del océano Índico.
Su hábitat está asociado a arrecifes de coral, en mares tropicales de escasa profundidad donde se esconden entre el coral o entre las rocas y grava del fondo.
Es comercializado para su uso en acuariología marina.

## Especies
Existen tres especies válidas en este género:
- Chelmon marginalis (Richardson, 1842)
- Chelmon muelleri (Klunzinger, 1879)
- Chelmon rostratus (Linnaeus, 1758)